# IC 5181
IC 5181 је лентикуларна галаксија у сазвјежђу Ждрал која се налази на листи објеката дубоког неба у Индекс каталогу.
Деклинација објекта је - 46° 1' 5" а ректасцензија 22h 13m 21,6s. Привидна величина (магнитуда) објекта IC 5181 износи 11,5 а фотографска магнитуда 12,5. Налази се на удаљености од 24,8 милиона парсека од Сунца. IC 5181 је још познат и под ознакама ESO 289-1, AM 2210-461, PGC 68317.